# Martí Grau i Segú
Martí Grau i Segú (Sardañola del Vallés, Barcelona, 1972 ) es un historiador y politólogo español.
Licenciado en Historia y en Ciencias Políticas por la Universidad Autónoma de Barcelona y máster en Derecho/Estudios Internacionales por la Universidad Pompeu Fabra. En el 2004 concurrió a las elecciones al Parlamento Europeo por el  Partit dels Socialistes de Catalunya (PSC) y fue nombrado eurodiputado el 7 de abril de 2008 en substitución de Joan Calabuig.   
Ha estado vinculado profesionalmente al Parlamento Europeo desde 1998, como Técnico de la Oficina Parlamentaria Europea del Partit dels Socialistes de Catalunya (PSC) (1998-2002), y como Asistente Parlamentario en  el Parlamento Europeo (2004-2008). Del 2002 al 2004 trabajó en el Instituto Europeo del Mediterráneo (IEMed).
En el 2008 fue escogido uno de los 100 personajes del año por el diario El País.